# National Electronics Museum
Das National Electronics Museum (deutsch „Nationales Elektronik-Museum“) ist ein Technikmuseum in Linthicum, einer Vorstadt von Baltimore im US-Bundesstaat Maryland. Es präsentiert anhand einer Vielzahl von originalen Exponaten die Geschichte der Hochfrequenz- und Nachrichtentechnik.

## Exponate

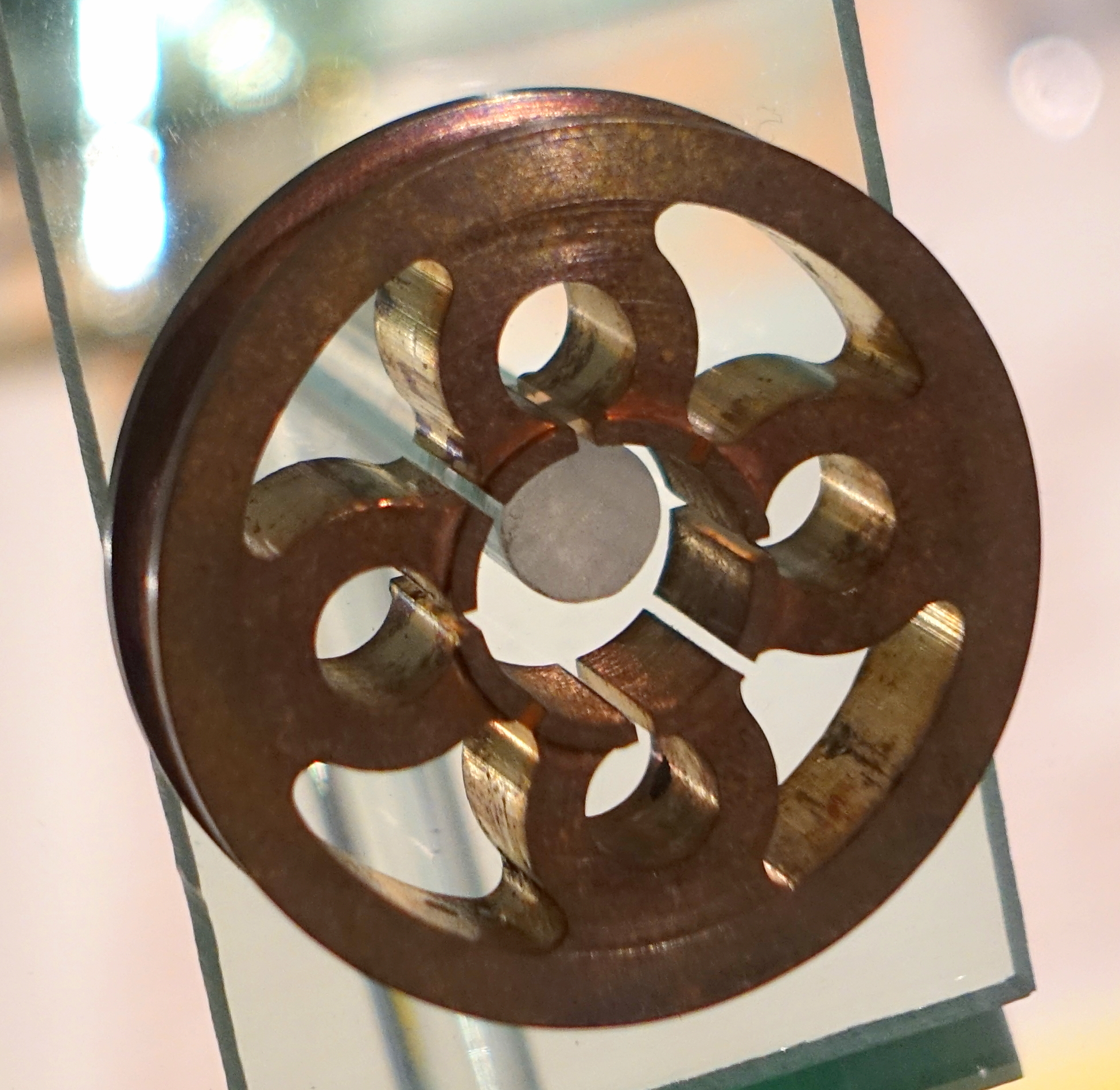
Anode eines japanischen Magnetrons von 1939

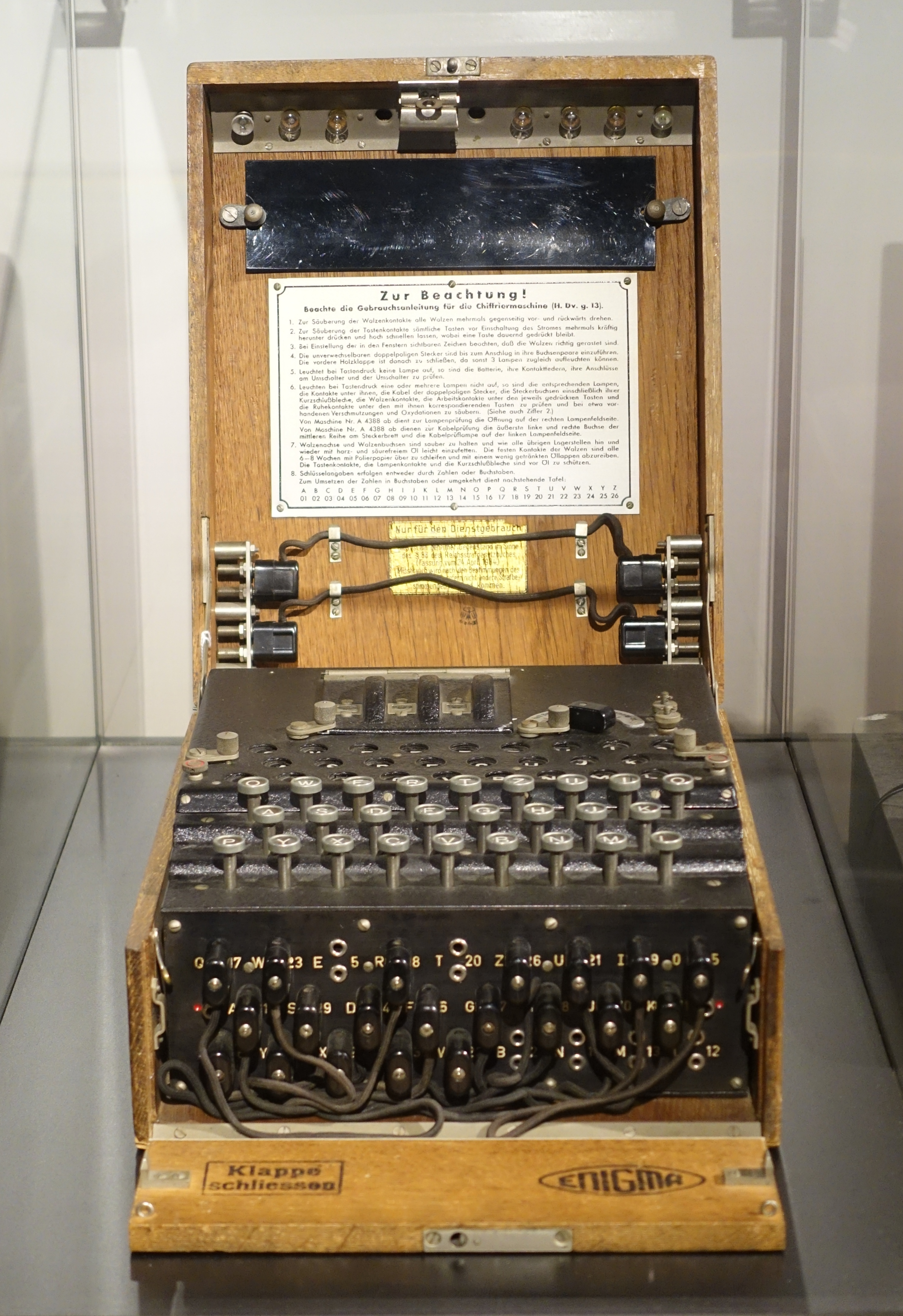
Deutsche Rotor-Chiffriermaschine Enigma I aus dem Zweiten Weltkrieg

Beginnend mit der Telegrafie des 19. Jahrhunderts über die Entwicklungen der Rundfunk- und Fernsehtechnik im 20. Jahrhundert wird der Bogen bis in die Moderne gespannt, beispielsweise zur Satellitenkommunikation. Besonderen Raum nimmt auch die Geschichte des Radars, mit Schwerpunkt Zweiter Weltkrieg, die Dopplernavigation sowie die Funktechnik ein. Dazu gehört eine hauseigene Amateurfunkstation mit dem internationalen Rufzeichen K3NEM/W3GR.
In Ergänzung zu den etwa 10.000 Objekten verfügt das Museum über eine umfangreiche Bibliothek mit vielen Dokumenten und Fotografien zur Technikgeschichte.
Das Museum ist außer an Feiertagen montags bis freitags von 9 bis 16 Uhr sowie samstags von 10 bis 14 Uhr geöffnet.